# Choreoscope
Choreoscope és un festival internacional de cinema de dansa de caràcter anual amb seu a Barcelona, en el qual es projecta una selecció internacional de pel·lícules de dansa. L'actor Paco León i la ballarina Lali Ayguadé són padrins del festival. El festival ha col·laborat amb altres propostes cinematogràfiques a escala nacional i internacional. Destaca la selecció de les pel·lícules que va projectar a Bucarest el 2013, en col·laboració amb l'Institut Français.

## Edicions destacades

#### INAUGURACIÓ
El festival va ser creat el 2013 per Lorán Ipsum Films, i en la primera edició del festival es van seleccionar 14 pel·lícules de diversos països:
- MeTube: August Sings Carmen Habanera (de Daniel Moshel)
- Harlots Web (de Holly Rothschild)
- 22 (de Michael Baig-Clifford, Ravi Deepres i Rosie Kay)
- Flying Steps (de Peter Clausen i Ryan Doyle)
- The time it takes (de Katrina McPherson i Simon Fildes)
- Fulwanti and Slim-C (Vaibhav Piwlatkar i R&H Studios)
- Though of you (de Ryan Woodward i Lori Wakamatsu)
- Unsung (de Morleigh Steinberg i Liz Roche)
- Feast (de Sergio Cruz i Marc Brew)
- Valtari (de Christian Larson i Sidi Larbi Cherkaoui)
- Ànim (Kanga Valls, Aixa Sanuy i Marc Costa)
- Le saut infini (de Chris Parker, Sakiko Yamagata y Emery LeCrone)
- Los mundos lisérgicos (de Javier Cardenete i Chevy Muraday)
- Lynching (de Loránd János, Carme Marti i Elisa del Pozo)

#### SEGONA EDICIÓ (2014)
A la segona edició del festival es van projectar un total de 28 pel·lícules de dansa, repartides en dues sessions. A la primera sessió, que va tenir lloc el 16 d'octubre de 2014, en va reunir un total de 16.
- Baka (de Joel Veitch)
- Ballet (de Sajid Hasan Dilawar i Gunja Bose)
- Breakadventure (de Igor Krasik)
- Butterfly (de Joey de Guzman i Kimmy Young)
- Calm before the storm (de Mina Stojanovic i Rachel Asandrejo)
- Choros (de Michael Langan i Terah Maher)
- Dance with me (de Cristina Molino i Samuel Retortillo)
- I said you! (de Lubica Sopkova i Jan Sevic)
- Like Mike (de Daniel Cloud Campos)
- Me: Story of a performance (de Jposu Ramu, Timo Ramu i Johanna Nuutinen)
- Off ground (de Boudewijn Koole i Jakop Ahlbom)
- Shift (Del Mak, Patrick Ryder i Del Mak)
- Spin (de Max Hattler)
- Sumo lake (de Greg Holfeld)
- Welcome home (de Daniel Cloud Campos)
- Sur les pointes de l'indifférence (de Charlotte Audureau, La Compagnie par allèles, Alexandra Marion Bombédiac, Adrien Mornet, Jorge Garcia Pèrez i Cinthia Labaronne)

La sessió del divendres 17 d'octubre va estar dedicada al material audiovisual produït a la regió canadenca del Quebec, en aquesta sessió es van projectar 12 films.
- 40 (de Marlene Millar, Philip Szporer, Charmaine Leblanc i Ken Roy)
- Dafeena (de Marlene Millar, Philip Szporer i Natasha Bakht)
- Danse Macabre (de Pedro Pires, Robert Lepage i Annebruce Falconer)
- Dancer à Paris (d'Élisabeth Desbiens)
- Dancer à Montréal (d'Élisabeth Desbiens)
- Déracinement (de Francis Binet i Chloé Bourdages-Roy)
- Glace, crevasse et dérive (d'Albert Girard i Chantal Caron)
- Jardins Catastrophes (d'Alan Lake)
- Là-bas, le lontain (d'Alan Lake)
- Vanishing points (de Marites Carino i Tentacle Tribe)
- Y20 {distilée} (de Dominique T Skoltz, Vanessa Pilon i Jacques Poulin Denis)
- Patsy (d'Izabel Barsive i Lana Morton)

Va ser en l'edició del 2014 que el festival va incorporar una conferència, La relación entre el cine y la danza a principios del siglo XX, que va tenir lloc a l'auditori del Convent dels Àngels del Museu d'Art Contemporani de Barcelona (MACBA). Amb aquesta conferència, el festival va posar de manifest la seva voluntat per acostar-se a la dansa i a la seva manifestació audiovisual d'una manera més teòrica.

#### DEUENA EDICIÓ (2023)
El festival va tenir lloc a la Filmoteca de Catalunya i al Cinema Maldà des del 18 al 22 d'Octubre amb una programació de videodanses molt enriquidors. A més, l'últim dia a Candy Darlyng Bar es va fer un pase de curtmetratges anomenat 'Twerquing Queen' i, a més, els espectadors van poder gaudir de dansa en viu.
Aquesta especial deuena edició va poder comptar amb la col·laboració de la plataforma de streaming Filmin, on a partir del 23 d'Octubre es podria a accedir a contingut exclusiu i seccions del festival especials de manera online.
Aquesta edició va reunir un total de 101 peces audiovisuals dividides en més de 10 categories. Entre aquestes destaquen les següents:
Premi a Millor curtmetratge Internacional de Dansa.
- Beyond the off screen (Axel Robin, Laurence Wells)

Premi del públic.
- Tank Fairy (Erich Rettstadt, Akuma Diva Xtravaganza)

Premi Retrat d'una generació.
- Third Act (Lotte Stoops, Mieke Struyve, Peeping Tom)

Premi aportació excepcional al Cinema Dansa.
- ROMANCE (Samantha Shay, L'Elenc)

Millor seqüència de dansa en una sèrie o pel·lícula.
- LA RUTA (Borja Soler, Roberto Martín Maiztegui)